# Kölner Kunstmarkt

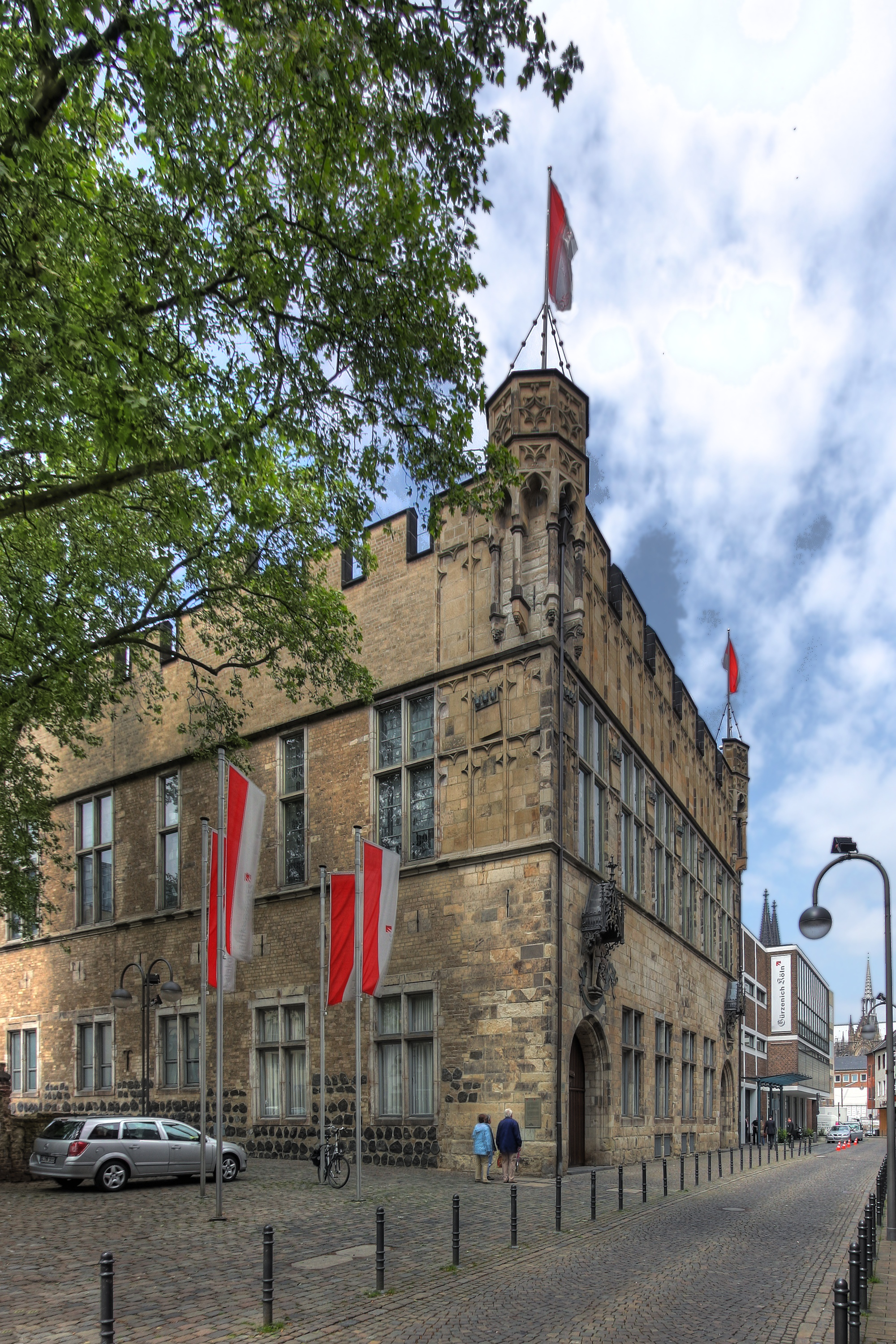
Außenansicht des Gürzenich (2009)

Der Kölner Kunstmarkt war eine der ältesten Kunstmessen Europas für moderne Kunst. Die erste Veranstaltung fand 1967 mit achtzehn Ausstellern im Gürzenich in Köln statt. Er war der Vorläufer der heutigen Art Cologne.

## Geschichte
Die Initiative zur Gründung einer Messe für moderne Kunst ging von Hein Stünke aus, der in Köln die Galerie und Werkstatt für Kunstobjekte Der Spiegel betrieb. Zusammen mit seinem jungen Kollegen Rudolf Zwirner initiierte er den Verein progressiver deutscher Kunsthändler, um mit der Stadt Köln auf institutioneller Ebene Verhandlungen führen zu können. Der Verein wurde im Herbst 1966 mit zunächst sieben Gründungsmitgliedern in das Vereinsregister eingetragen, neben Stünke und Zwirner (Köln) waren dies Alfred Schmela, Hans-Jürgen Niepel und Günter Pooch (Düsseldorf), Dieter Brusberg (Hannover) und Rudolf Springer (Berlin).
Die Stadt Köln stellte für die erste Veranstaltung den Gürzenich zur Verfügung. Der erste Kölner Kunstmarkt wurde am 12. September 1967 mit 18 ausschließlich deutschen Teilnehmern eröffnet und dauerte bis zum 16. September. Aussteller waren, neben den Gründungsmitgliedern, vor allem Otto Stangl, Otto van de Loo und Raimund Thomas aus München, Rolf Ricke aus Kassel, René Block aus Berlin und der erst 27-jährige Op-Art-Galerist Hans „Hänschen“ Mayer, der berichtete, dass alle seine Erwartungen an die Kunstmesse schon am ersten Tag übertroffen worden seien. Der erste Kunstmarkt zählte 15.000 Besucher und eine Million DM Umsatz.
Zu allen Märkten erschienen für die damalige Zeit aufwändig hergestellte, großformatige Messekataloge. Für eine „Luxusausgabe“ steuerten die jeweils beteiligten Künstler nummerierte und handsignierte Druckgrafiken bei, die, in einer Mappe zusammengefasst, den Besuchern während der Messetage angeboten wurde und deren Erlös zur Finanzierung der Veranstaltungen diente.

## Die Märkte 1967 bis 1973

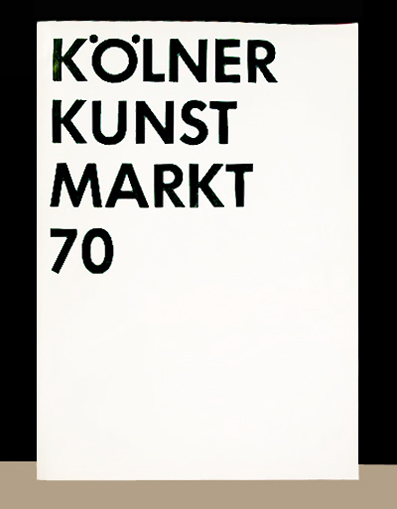
Titelseite des Katalogs Kölner Kunstmarkt 70

Der erste Kölner Kunstmarkt 67 fand vom 13. bis 16. September 1967 im Gürzenich statt. Träger war, wie bei allen Messen bis 1973, der Verein progressiver deutscher Kunsthändler mit Sitz in Köln. Die Eröffnungen wurden jeweils an den Vorabenden gefeiert.
Der 2. Kölner Kunstmarkt 68 wurde in der Josef-Haubrich-Kunsthalle vom 15. bis 20. Oktober 1968 veranstaltet. Unter den Galerien waren, zum Teil erstmals vertreten, Denise René (Paris), Hans Neuendorf (Hamburg), Rolf Ricke, Alfred Schmela, Otto van de Loo, Stünke mit Der Spiegel und Zwirner.
Der 3. Kölner Kunstmarkt 69 fand vom 14. bis 19. Oktober 1969 abermals in der Kunsthalle Köln statt und hatte ein spektakuläres Werk vorzuweisen: René Block stellte auf seinem Messestand eine neue Arbeit von Joseph Beuys vor: The pack (das Rudel) war im gleichen Jahr entstanden und zeigte einen geschlossenen VW-Bus, Baujahr 1961, sowie 24 Holzschlitten, von denen jeder mit Fett, Filzdecke, Gurten und Stablampe ausgestattet war. Block hatte bei Messeaufbau ein großes Bild von Robert Rauschenberg gesehen, das mit DM 110.000,- ausgezeichnet war und entschied „… dass die Plastik von Beuys soviel kosten sollte wie ein großes Bild von Rauschenberg oder Warhol.“ Er setzte diesen Preis auch für die Beuys-Plastik an. Am letzten Messetag wurde die Objektgruppe von dem promovierten Chemiker Jost Herbig gekauft, der sich als Erbe der Kölner Lackfabrik Herbol-Werke eine Kunstsammlung aufbaute. Beuys’ Arbeit war damit das erste Werk zeitgenössischer deutscher Kunst, das für über 100.000 DM verkauft wurde.
Der 4. Kölner Kunstmarkt 70 wurde abermals in der Kölner Kunsthalle veranstaltet und fand vom 13. bis 18. Oktober 1970 statt. Teilnehmer waren unter anderen erstmals Appel & Fertsch und Ursula Lichter mit Rochus Kowallek (Frankfurt am Main), Godula Buchholz, Van de Loo, Thomas (München), Hans-Jürgen Müller, Winfried Reckermann, Rolf Ricke, Michael Werner, Dieter Wilbrand (alle Köln), Maria Rothe (Heidelberg), M. E. Thelen (Essen).
Zu einem Eklat kam es, als die Künstler Joseph Beuys, Wolf Vostell, Klaus Staeck und der Galerist Helmut Rywelski (Galerie art intermedia) am 12. Oktober, dem Eröffnungstag, bei einer spektakulären Aktion unter dem Titel „Wir betreten den Kunstmarkt“ Einlass zur Messe begehrten. Sie klopften lautstark an die vorher von Zwirner verschlossene Glastür und protestierten damit „gegen die weitere Zementierung eines Verkaufsmonopols, das sich der ‚Verein progressiver Kunsthändler‘ selbst zugelegt hat und das durch die Kölner Stadtverwaltung seit nunmehr vier Jahren gefördert wird, u. a. durch kostenlose Überlassung der Kunsthalle und den Räumen des Kunstvereins“ sowie die daraus resultierende Exklusivität der Messe. Die Zahl der Aussteller – und damit der vertretenen Künstler – wurde vom Veranstalter hier, wie bei allen Kunstmärkten, stark limitiert. Zugang verschaffte den Protestierenden schließlich der Kölner Kulturdezernent Kurt Hackenberg, nachdem etwa 30 Minuten durch die verschlossenen Glastüren diskutiert worden war.
Der 5. Kölner Kunstmarkt 71 fand vom 5. bis 10. Oktober 1971 statt. Unter den 34 ausstellenden Galerien waren, neben Brusberg, Neuendorf, Niepel, Ricke, Schmela, van de Loo, Der Spiegel und Zwirner, die ausländischen Teilnehmer Ileana Sonnabend (Paris, New York), Gian Enzo Sperone (Turin), Denise René (Paris, New York), Wide White Space (Antwerpen). Leo Castelli (New York) zeigte nur drei Monumental-Bilder.
Erstmals war dem Kunstmarkt mit der gleichzeitig stattfindenden Internationale Kunst- und Informationsmesse (IKI), die vom gleichnamigen Verein in der zur Verfügung gestellten Kölner Volkshochschule veranstaltet wurde, eine ernstzunehmende Konkurrenz erwachsen. An der IKI unter ihrem Vorsitzenden Ingo Kümmel nahmen 66 Galerien, davon dreizehn aus dem Ausland, teil. Auf dem Neumarkt in Köln hatte der Wirtschaftsverband Bildender Künstler NRW ein großes Zelt aufstellen lassen, in dem zweihundert Mitglieder dieses Verbandes ihre Werke präsentierten. Weniger erfolgreiche deutsche Kunstmessen waren im selben Jahr die Pro Art 71 in Duisburg, die Art Information 71 in der Kieler Ostseehalle, sowie die Kunstmarkt Göttingen.
Der 6. Kölner Kunstmarkt 72 (Cologne Art Fair 1972, Cologne Foire d'Art 1972) wurde vom 3. bis 8. Oktober 1972 in der Kunsthalle veranstaltet. Vertretene Galerien waren unter anderen: Art & Project (Amsterdam), Brusberg (Hannover), André Emmerich (New York), van de Loo (München), Studio Marconi (Mailand), Neuendorf (Hamburg, Köln), Springer, Reinhard Onnasch (Berlin), Zwirner, Block, die Videogalerie Gerry Schum, Enzo Sperone (Turin), Wide White Space, Konrad Fischer (Köln) und Leo Castelli.
Der 7. Kölner Kunstmarkt 73 vom 29. September bis 6. Oktober 1973 hatte als Teilnehmer Brusberg, Heiner Friedrich, Paul Maenz, Niepel, Denise René, Der Spiegel, Springer, Hans Strehlow (Düsseldorf), Heinz Teufel (Bonn), Rudolf Zwirner und viele mehr. Während der Messetage hatte der Verein progressiver deutscher Kunsthändler die Gründung und seine Umwandlung zu einer Europäischen Kunsthändler-Vereinigung beschlossen, um im Folgejahr die Kölner Kunstmesse stärker international zu besetzen.

## Internationaler Kunstmarkt Köln
Die achte Kunstmarktveranstaltung wurde 1974 als Internationaler Kunstmarkt Köln ausgerichtet. Ideeller Träger war die am 18. Dezember 1973 neu eingetragene Europäische Kunsthändler-Vereinigung (EKV). Als Veranstalter fungierte die Kölner Messegesellschaft, die dafür die historischen Hallen 1 und 2 auf dem Deutzer Messegelände zur Verfügung stellte. Der Teilnehmerkreis, der inzwischen auf achtzig in- und ausländische Galerien angewachsen war, konnte seine angebotenen Kunstwerke auf circa 10.000 Quadratmetern ausbreiten. Den erstmals vergebenen Preis des EKV erhielt anlässlich der Messe Alfred H. Barr, der Gründungsdirektor des New Yorker Museum of Modern Art (MoMA), den Zwirner bereits 1959 in seiner Zeit als Generalsekretär der documenta II kennengelernt hatte.
Zum 9. September 1975 luden der Sprecher der Internationale Kunst- und Informationsmesse (IKI) Alexander Berswordt-Wallrabe (Galerie m, Bochum) und Rudolf Zwirner von der Europäische Kunsthändler-Vereinigung (EKV) zur Gründungsveranstaltung eines gemeinsamen Galeristenverbandes ein. Die 37 Teilnehmer beschlossen die Gründung des Bundesverbandes Deutscher Galerien. Der Kunstmarkt Köln wurde mit der IKI zum Internationalen Kölner Kunstmarkt 1975 zusammengelegt, der auf dem Kölner Messegelände in Köln-Deutz stattfand. Der neue Verein fungierte als ideeller Träger, während die Kölner Messegesellschaft wieder der professionelle Ausrichter war. Die Kunstmesse bezeichnet sich heute als Art Cologne.